# Kurt Mikulski
Kurt August Mikulski (* 15. Oktober 1882 in Hamburg; † 25. Mai 1958 in Berlin) war ein deutscher Schauspieler.

## Leben
Kurt Mikulski, der seit 1900 als Schauspieler arbeitete, war bis zum Ausbruch des Ersten Weltkrieges vornehmlich in Wien, anschließend an Berliner Bühnen tätig u. a. am Theater am Schiffbauerdamm und am Deutschen Theater. Sein Filmdebüt folgte noch während der Stummfilmära, wo er in einigen zumeist kleineren Rollen Erfahrungen sammelte. Mikulski stand 1944 in der Gottbegnadeten-Liste des Reichsministeriums für Volksaufklärung und Propaganda.
Nach dem Ende des Zweiten Weltkrieges arbeitete der Künstler in diversen Film- und Fernsehproduktionen für die ostdeutsche Filmproduktionsgesellschaft DEFA.

## Filmografie
- 1920: Der Apachenlord
- 1920: Die entfesselte Menschheit
- 1934: Abenteuer eines jungen Herrn in Polen
- 1935: Knock out
- 1937: Gabriele eins, zwei, drei
- 1937: Die gelbe Flagge
- 1937: Revolutionshochzeit
- 1938: Rätsel um Beate
- 1938: Es leuchten die Sterne
- 1938: Yvette
- 1938: Die 4 Gesellen
- 1938: Rote Orchideen
- 1938: Skandal um den Hahn
- 1938: Ziel in den Wolken
- 1938: Du und ich
- 1939: Brand im Ozean
- 1939: Kennwort Machin
- 1939: Robert und Bertram
- 1939: Aufruhr in Damaskus
- 1939: Flucht ins Dunkel
- 1940: Die gute Sieben
- 1941: Ich klage an
- 1942: Die Sache mit Styx
- 1942: Die Entlassung
- 1942: Diesel
- 1942: Der Seniorchef
- 1943: Damals
- 1943: Großstadtmelodie
- 1945: Die Schenke zur ewigen Liebe
- 1945: Das Leben geht weiter
- 1946: Freies Land
- 1950: Semmelweis – Retter der Mütter
- 1950: Familie Benthin
- 1951: Die Sonnenbrucks
- 1951: Das Beil von Wandsbek
- 1952: Schatten über den Inseln
- 1954: Leuchtfeuer

## Theater
- 1946: Autorenkollektiv: Was wäre wenn … – Regie: ? (Kabarett Frischer Wind  Berlin)
- 1947: Autorenkollektiv: Augenblick mal! – Regie: ? (Kabarett Frischer Wind Berlin)
- 1955: Johann Wolfgang von Goethe: Götz von Berlichingen – Regie: Fritz Wisten (Volksbühne Berlin)
- 1956: Jean-Paul Sartre: Nekrassow (Landstreicher) – Regie: Fritz Wisten (Volksbühne Berlin)
- 1956: William Shakespeare: Ein Sommernachtstraum (Mond) – Regie: Fritz Wisten (Volksbühne Berlin)